# 里韦-达尔卡诺
里韦-达尔卡诺（義大利語：Rive d'Arcano），是意大利弗留利-威尼斯朱利亚大区乌迪内省的一个市镇。总面积22.47平方公里，人口2464人，人口密度109.7人/平方公里（2009年）。ISTAT代码为030095。